# Championnat du Maroc féminin de football 2023-2024
Navigation
Édition précédente Édition suivante
La saison 2023-2024 du Championnat du Maroc féminin de football est la vingt-deuxième saison du championnat. L'AS FAR en est le tenant du titre. C'est la quatrième édition professionnelle du championnat féminin.
Les clubs de Hilal Témara et Phoenix Marrakech sont les promus pour cette saison.

## Participants
| \| Sahara occidental: · Municipale Laâyoune FUS Rabat Ittihad Tanger Jawharat Najm Larache Raja Aïn Harrouda Raja Aït Iazza Chabab Mohammédia Assa Zag ASFAR Hilal Témara Phoenix Marrakech CS Solidarité Temara Wydad AC SC Casablanca \| Localisation des clubs engagés dans le championnat. |
| Sahara occidental: · Municipale Laâyoune FUS Rabat Ittihad Tanger Jawharat Najm Larache Raja Aïn Harrouda Raja Aït Iazza Chabab Mohammédia Assa Zag ASFAR Hilal Témara Phoenix Marrakech CS Solidarité Temara Wydad AC SC Casablanca                                                           |

| Nom du club                                          | Ville        | Palmarès                                                        |
| ---------------------------------------------------- | ------------ | --------------------------------------------------------------- |
| Hilal Témara Sportif                                 | Témara       |                                                                 |
| Association Club Ittihad Tanger de Football Féminin  | Tanger       |                                                                 |
| Jawharat Najm Larache                                | Larache      |                                                                 |
| Association Municipale Féminine du Football Laâyoune | Laâyoune     | 4 (2010, 2011, 2012, 2015)                                      |
| Raja Ait Iazza                                       | Aït Iaâza    |                                                                 |
| Raja Aïn Harrouda                                    | Aïn Harrouda | 1 (2009)                                                        |
| Association Union Sportive Féminin Assa Zag          | Assa         |                                                                 |
| Association Sportive des Forces Armées Royales       | Rabat        | 10 (2013, 2014, 2016, 2017, 2018, 2019, 2020, 2021, 2022, 2023) |
| Phoenix Marrakech                                    | Marrakech    |                                                                 |
| Fath Union Sports                                    | Rabat        |                                                                 |
| Club Sportif Solidarité Temara                       | Témara       |                                                                 |
| Wydad Athletic Club                                  | Casablanca   |                                                                 |
| Chabab Mohammédia                                    | Mohammédia   |                                                                 |
| Sporting Club Casablanca                             | Casablanca   |                                                                 |

## Compétition
Le championnat se dispute en une poule unique dans laquelle chaque équipe affronte toutes les autres à domicile et à l'extérieur. Le vainqueur se qualifie pour le tournoi de qualification de la zone UNAF qualificatif pour la Ligue des champions de la CAF. Les deux dernières équipes sont reléguées.

### Classement
L'AS FAR remporte donc le titre pour la 11e fois avec 24 victoires, un nul et une seule défaite lors de la dernière journée contre le Club municipal de Laâyoune (1-0). Les deux clubs promus, Phoenix Marrakech et Hilal Témara parviennent à se maintenir dans l'élite pour la saison suivante.
| Rang | Équipe                 | Pts | J  | G  | N  | P  | Bp  | Bc | Diff |
| ---- | ---------------------- | --- | -- | -- | -- | -- | --- | -- | ---- |
| 1    | AS FAR T               | 73  | 26 | 24 | 1  | 1  | 104 | 8  | +96  |
| 2    | Sporting Casablanca    | 61  | 26 | 19 | 4  | 3  | 86  | 26 | +60  |
| 3    | Municipale Laâyoune    | 53  | 26 | 15 | 8  | 3  | 37  | 19 | +18  |
| 4    | Wydad AC               | 45  | 26 | 13 | 6  | 7  | 39  | 28 | +11  |
| 5    | Chabab Mohammédia      | 37  | 26 | 10 | 7  | 9  | 31  | 30 | +1   |
| 6    | Hilal Témara Sportif P | 36  | 26 | 10 | 6  | 10 | 38  | 42 | -4   |
| 7    | CSS Témara             | 34  | 26 | 9  | 7  | 9  | 36  | 47 | -11  |
| 8    | Fath Union Sports      | 33  | 25 | 9  | 6  | 10 | 34  | 42 | -8   |
| 9    | Phoenix Marrakech P    | 29  | 26 | 7  | 8  | 11 | 29  | 35 | -6   |
| 10   | Raja Ait Iazza         | 25  | 26 | 6  | 7  | 13 | 33  | 59 | -26  |
| 11   | Ittihad Tanger         | 23  | 26 | 6  | 5  | 15 | 22  | 45 | -23  |
| 12   | Raja Aïn Harrouda      | 22  | 26 | 3  | 13 | 10 | 29  | 46 | -17  |
| 13   | Jawharat Najm Larache  | 14  | 26 | 3  | 5  | 18 | 24  | 71 | -47  |
| 14   | Assa Zag               | 11  | 26 | 1  | 9  | 16 | 23  | 68 | -45  |

| Légende : Qualifications et relégations | Légende : Qualifications et relégations                          |
| --------------------------------------- | ---------------------------------------------------------------- |
|                                         | Qualifié pour le tour préliminaire de la Ligue des champions CAF |
|                                         | Relégation en D2                                                 |
|                                         | T : Tenant du titre P : Promu                                    |

### Statistiques individuelles
| Rg | Joueuse          | Club                     | Buts |
| -- | ---------------- | ------------------------ | ---- |
| 1. | Agueicha Diarra  | Sporting Club Casablanca | 29   |
| 2. | Chaymaa Mourtaji | Sporting Club Casablanca | 21   |
| 3. | Safa Banouk      | AS FAR                   | 19   |

Dernière mise à jour : 21 mai 2024